# Brown Field (Université Valparaiso)
Le Brown Field, est un stade omnisports américain (servant principalement pour le football américain et le soccer) situé dans la ville de Valparaiso, en Indiana.
Appartenant à l'Université Valparaiso, le stade, doté de 5 000 places, sert d'enceinte à domicile pour l'équipe universitaire des Beacons de Valparaiso (pour ses équipes de football américain, de soccer et d'athlétisme).

## Histoire
Le stade ouvre ses portes en 1919.
Il accueille neuf championnats de conférence (1945, 1951, 1952, 1954, 1964, 1968, 1969, 2000 et 2003).